# 武陵毛蕨
武陵毛蕨（学名：Cyclosorus wulingshanensis）为金星蕨科毛蕨属下的一个种。